# Kevin Penkin
Kevin Penkin (* am 22. Mai 1992 im Vereinigten Königreich) ist ein britisch-australischer Musikkomponist.

## Werdegang
Kevin Penkin wurde am 22. Mai 1992 im Vereinigten Königreich geboren und wuchs in der australischen Metropole Perth auf. Sein Interesse an Computerspielmusik wurde geweckt, als er das Phendrana Drifts-Lied in Metroid Prime hörte. In einem Interview mit VGMO im Jahr 2012 beschrieb er den Einsatz von elektronischen Synths und akustischer Instrumente als „absolute Glückseligkeit.“ 2011 begann er seine Karriere als Komponist und steuerte Stücke für die Kurzfilme Play Lunch und The Adventures of Chipman and Biscuit Boy bei. Im gleichen Jahr erarbeitete er gemeinsam mit dem japanischen Komponisten Nobuo Uematsu die Musik zum Videospiel Jūzaengi: Engetsu Sangokuden. Mit Uematsu arbeitete er zudem an der Musik zu den Spielen Norn9 und Defender’s Quest II: Mists of Ruin.
Im Jahr 2015 schloss Penkin am Royal College of Music das Fach Filmmusik mit dem Master ab. Im Jahr 2016 arbeitete er für Kinema Citrus an der Musik für die Anime-Umsetzung des Spiels Norn9 und zu der OVA Under the Dog. Im Jahr darauf arbeitete er erneut für das Animationsstudio und steuerte den Soundtrack zur Animeserie Made in Abyss bei, der bei den zweiten Crunchyroll Anime Awards für die Beste Musik ausgezeichnet wurde und in die japanischen Albumcharts einstieg.
2018 erarbeitete Kevin Penkin die Musik zum Videospiel Florence, ehe er im Jahr 2019 abermals von Kinema Citrus engagiert wurde um dieses Mal die Musik zur Animeserie The Rising of the Shield Hero zu komponieren. Für die Serie erschienen mit Dusk und Dawn zwei separate Soundtracks auf CD, Download und Stream. Penkin komponierte zudem die Musik für die Anime-Umsetzung des südkoreanischen Webtoons (Manwha) Tower of God, die bei den fünften Crunchyroll Anime Awards für den Besten Soundtrack ausgezeichnet wurde.
Penkin zog nach einer Schulzeit wieder ins Vereinigte Königreich, lebt jedoch inzwischen wieder in Australien.

## Veröffentlichungen
| Jahr | Titel                                                        | Franchise                                 | Anmerkungen                          |
| ---- | ------------------------------------------------------------ | ----------------------------------------- | ------------------------------------ |
| 2011 | Play Lunch Soundtrack                                        | Play Lunch                                | Kurzfilm                             |
| 2011 | The Adventures of Chipman and Biscuit Boy Soundtrack         | The Adventures of Chipman and Biscuit Boy | Kurzfilm                             |
| 2011 | Jūzaengi: Engetsu Sangokuden Soundtrack                      | Jūzaengi: Engetsu Sangokuden              | Videospiel (mit Nobuo Uematsu)       |
| 2012 | Norn9 Official Soundtrack                                    | Norn9                                     | Videospiel (mit Nobuo Uematsu)       |
| 2013 | I Race the Dawn feat. Michiyo Honda                          | DEEMO                                     | Videospiel Titellied                 |
| 2015 | Imlosion: Never Loose Hope                                   | –                                         | Videospiel Titellied komponiert      |
| 2016 | Norn9 Official Animation Soundtrack                          | Norn9                                     | Animeserie, Kinema Citrus            |
| 2016 | Under the Dog Soundtrack                                     | Under the Dog                             | OVA, Kinema Citrus                   |
| 2017 | Defender’s Quest II: Mists of Ruin                           | Defender’s Quest                          | Videospiel (mit Nobuo Uematsu)       |
| 2017 | Made in Abyss Original Soundtrack                            | Made in Abyss                             | Animeserie, Kinema Citrus            |
| 2018 | Florence Official Soundtrack                                 | Florence                                  | Videospiel                           |
| 2019 | Dusk                                                         | The Rising of the Shield Hero             | Animeserie, Kinema Citrus            |
| 2019 | Dawn                                                         | The Rising of the Shield Hero             | Animeserie, Kinema Citrus            |
| 2019 | Nostos Official Soundtrack                                   | Nostos                                    | Videospiel                           |
| 2020 | Made in Abyss Original Soundtrack 2                          | Made in Abyss                             | Animefilm, Kinema Citrus             |
| 2020 | Tower of God Original Soundtrack                             | Tower of God                              | Animeserie, Telecom Animation        |
| 2021 | Eden (Music from the Netflix Animated Series)                | Eden                                      | Animeserie, Netflix                  |
| 2021 | Star Wars: Visions – The Village Bride (Original Soundtrack) | Star Wars: Visionen                       | Animeepisode, Kinema Citrus          |
| 2022 | Twilight                                                     | The Rising of the Shield Hero             | Animeserie, Kinema Citrus & DR Movie |
| 2022 | Made in Abyss Original Soundtrack 3                          | Made in Abyss                             | Animeserie, Kinema Citrus            |

## Auszeichnungen
| Jahr | Auszeichnung             | Kategorie                             | für                                         | Resultat  | Quellen |
| ---- | ------------------------ | ------------------------------------- | ------------------------------------------- | --------- | ------- |
| 2013 | Annual Game Music Awards | Outstanding Achievement – Vocal Theme | Deemo – I Race the Dawn feat. Michiyo Honda | Gewonnen  | [ 13 ]  |
| 2018 | The Anime Awards         | Beste Musik                           | Made in Abyss Original Soundtrack           | Gewonnen  | [ 7 ]   |
| 2018 | Anime Trending Awards    | Best in Soundtrack                    | Made in Abyss                               | Gewonnen  | [ 14 ]  |
| 2020 | Anime Trending Awards    | Best in Soundtrack                    | The Rising of the Shield Hero               | Nominiert | [ 15 ]  |
| 2020 | The Anime Awards         | Bester Soundtrack                     | The Rising of the Shield Hero               | Nominiert | [ 16 ]  |
| 2021 | The Anime Awards         | Bester Soundtrack                     | Tower of God                                | Gewonnen  | [ 12 ]  |